# Otávio Dutra
Otávio Dutra (sinh ngày 28 tháng 2 năm 1984 ở Fortaleza) là một hậu vệ bóng đá người Brasil hiện tại thi đấu cho Persebaya Surabaya ở Liga 1.

## Sự nghiệp
Ngày 2 tháng 12 năm 2014, anh ký hợp đồng với Persebaya Surabaya.

## Danh hiệu

### Câu lạc bộ
Bhayangkara
- Liga 1: 2017

Persebaya Surabaya
- Liga 1: 2018